# Joseph Gaspard de Tascher
Joseph-Gaspard de La Tascher Pagerie (ur. 5 lipca 1735 na Martynice, zm. 6 czerwca 1790 na Martynice) był kapitanem dragonów.

## Rodzina
Joseph Gaspard de Tascher ożenił się w 1761 z Rose Claire des Vergers Sannois (1736–1807). Para miała trzy córki:
1. Marie-Josephe-Rose Tascher de la Pagerie, ur. 23 czerwca 1763 w Trois-Îlets na Martynice, przyszła Józefina – cesarzowa francuska.
2. Katarzyna Dezyderata, ur. 11 grudnia 1764
3. Maria Franciszka, ur. wrzesień 1766[1]